# Autoplusia phocina
Autoplusia phocina är en fjärilsart som beskrevs av George Francis Hampson 1913. Autoplusia phocina ingår i släktet Autoplusia och familjen nattflyn. Inga underarter finns listade i Catalogue of Life.